# مدرسة وهان يانغتسى الدولية
مدرسة وهان يانغتسى الدولية هي مدرسة دولية خاصة تقع في هوبيي، الصين.

## الروابط الخارجية
1. ↑  "Introduction نسخة محفوظة 9 أكتوبر 2015 على موقع واي باك مشين.." Wuhan Yangtze International School. Retrieved on April 29, 2015. "Wuhan Yangtze International School I Wuhan international Educational Center, BoXue Road, WEDZ, Wuhan, Hubei, PRC 430056" See map نسخة محفوظة 24 مارس 2016 على موقع واي باك مشين.

- Wuhan Yangtze International School